# Ван Марвейк, Берт
Берт ван Ма́рвейк (нидерл. Bert van Marwijk, произношение [ˈbɛrtfɑˈmɑrʋɛi̯k], отдельное произношение фамилии: [vɑˈmɑrʋɛi̯k]; род. 19 мая 1952, Девентер, Оверэйссел) — нидерландский футболист и тренер.

## Биография

### Клубная карьера
Берт ван Марвейк начал свою карьеру в клубе «Гоу Эхед Иглз» в 1969 году. В своём дебютном сезоне Берт так и не сыграл ни одного матча, зато в чемпионате Нидерландов сезона 1970/71 Берт сыграл 21 матч и забил 2 мяча. Всего за пять сезонов ван Марвейк провёл за «Гоу Эхед Иглз» 146 матчей и забил 16 мячей. В 1975 году Берт покинул этот клуб и перешёл в «АЗ’67» из города Алкмар. В первом сезоне за «АЗ’67» Берт забил 6 мячей в 25 матчах, а его клуб занял 5-е место в чемпионате Нидерландов сезона 1975/76. В 1978 году ван Марвейк стал обладателем Кубка Нидерландов, в финальном матче за кубок был повержен амстердамский «Аякс» со счётом 1:0. В том же году Берт перешёл в клуб «МВВ Маастрихт». В «МВВ» Берт провёл 225 матчей и забил 11 мячей и стал чемпионом второго дивизиона 1984 года. В 1986 году Берт перешёл в «Фортуну» из города Ситтард. В «Фортуне» Берт провёл один сезон, отыграв 11 матчей и забив 1 гол. В 1987 году ван Марвейк отправился в Бельгию выступать за клуб «Ассент». В составе бельгийского клуба Берт провёл 11 матчей. В 1988 году Берт завершил свою карьеру игрока.

### Карьера в сборной
В национальной сборной Нидерландов Берт ван Марвейк дебютировал 30 мая 1975 года в товарищеском матче против сборной Югославии. Это был первый и последний его матч в национальной команде, более его туда не приглашали.

### Тренерская карьера
Тренерскую карьеру ван Марвейк начинал в начале 1980-х, тренируя клубы второго эшелона из Нидерландов и Бельгии, и особых успехов с ними добиться не сумел. Лишь в 2000 году он возглавил «Фейеноорд», с которым через два года выиграл свой первый тренерский трофей, завоевав Кубок УЕФА (в финале которого со счётом 3:2 была обыграна дортмундская «Боруссия»). Однако других трофеев в этот период выиграно не было, и в 2004 году Берт покинул занимаемый пост.
В том же году нидерландский специалист возглавил поверженную им два года назад «Боруссию», в которой проработал два сезона, но результатов добиться не сумел. В 2007 году ван Марвейк вернулся в «Фейеноорд» и выиграл с командой Кубок Нидерландов, однако в чемпионате страны команда стала лишь шестой.
После Евро-2008 Берт возглавил сборную Нидерландов. Нидерландцы легко прошли отбор на чемпионат мира, одержав в десяти матчах десять побед. На чемпионате мира они легко вышли из группы, где обыграли Данию, Японию и Камерун. В 1/8 финала Нидерланды обыграли Словакию 2:1, в 1/4 финала повергли Бразилию 2:1, а в полуфинале — Уругвай 3:2. Таким образом, сборная Нидерландов вышла в финал, где проиграла 0:1 испанцам.
Отбор на Евро-2012 нидерландцы также прошли легко, потерпев лишь одно поражение от Швеции в последнем туре. На самом же Евро Нидерланды полностью провалились, проиграв все три матча. В первом матче — сенсационно уступив Дании (0:1), затем последовало поражение от одного из фаворитов турнира — Германии (1:2). В последнем туре Нидерланды также уступили, на этот раз португальцам (1:2). В группе команда заняла четвёртое место и покинула турнир. 27 июня после провала на Евро-2012 ван Марвейк подал в отставку с поста главного тренера сборной.
К тренерской деятельности ван Марвейк вернулся 23 сентября 2013 года, возглавив немецкий «Гамбург». Контракт подписан до 30 июня 2015 года. Сменил на этом посту Торстена Финка. Однако уже 15 февраля 2014 года был уволен с занимаемой должности. При нём команда провела 15 игр в чемпионате Германии 2013/14 (3 победы, 3 ничьи, 9 поражений) и занимала предпоследнее 17-е место в турнирной таблице после 21-го тура.
В 2015 году ван Марвейк возглавил сборную Саудовской Аравии, которую впервые за долгое время сумел вывести в финальную часть чемпионата мира, однако его контракт закончился до начала «мундиаля», и тренер принял решение не продлевать его. 24 января 2018 года он возглавил другого участника чемпионата мира сборную Австралии, подписав краткосрочный контракт до окончания турнира. На «мундиале» австралийцы не смогли преодолеть групповой этап, оказавшись на последнем месте в группе.
После окончания контракта со сборной Австралии ван Марвейк 20 марта 2019 года стал главным тренером сборной ОАЭ.

## Личная жизнь
Его дочь, Андра, вышла замуж за футболиста Марка ван Боммела. Внук, Томас ван Боммел, тоже стал футболистом.

## Статистика

### Матчи ван Марвейка за сборную Нидерландов
| Матчи ван Марвейка за сборную Нидерландов | Матчи ван Марвейка за сборную Нидерландов | Матчи ван Марвейка за сборную Нидерландов | Матчи ван Марвейка за сборную Нидерландов | Матчи ван Марвейка за сборную Нидерландов | Матчи ван Марвейка за сборную Нидерландов |
| ----------------------------------------- | ----------------------------------------- | ----------------------------------------- | ----------------------------------------- | ----------------------------------------- | ----------------------------------------- |
| №                                         | Дата                                      | Соперник                                  | Счёт                                      | Голы ван Марвейка                         | Соревнование                              |
| 1                                         | 31 мая 1975                               | Югославия                                 | 0:3                                       | —                                         | Товарищеский матч                         |

Итого: 1 матч / 0 голов; 0 побед, 0 ничьих, 1 поражение.

## Достижения

### Как игрока
АЗ`67
- Обладатель Кубка Нидерландов: 1978

«МВВ Мастрихт»
- Чемпион второго дивизиона Нидерландов: 1984

### Как тренера
«Фейеноорд»
- Обладатель Кубка УЕФА: 2002
- Обладатель Кубка Нидерландов: 2008

Сборная Нидерландов
- Серебряный призёр чемпионата мира по футболу: 2010

### Личные
- Рыцарь ордена Оранских-Нассау (2010)[6]